# Образуване на Османската империя
Образуването на Османската империя е периодът между разпадането на Иконийския султанат около 1307 г. до падането на Константинопол под турските атаки на 29 май 1453 г. Империята започва съществуването си от малкия османски бейлик на границата с Византия в северозападната малоазийска област Витиния. Постепенно то завоюва все нови и нови територии и след като завладява Балканите прераства в империя, управлявана по време на цялото си съществуване от една династия – Османската. Първоначалният период (от 14 до средата на 15 век) от историята на държавата се нарича „предимперска ера“. През по-голямата част от периода османците са просто една от много конкуриращи се държави в региона и контролират поданиците си с подкрепата на местните военачалници и васали. Към средата на XV в. османските султани успяват да натрупат достатъчно лично влияние и авторитет, за да дадат началото на централизирана имперска държава – процес, реализиран от султан Мехмед II (1451 – 1481). Превземането на Константинопол през 1453 г. се разглежда като символичен момент на превръщане на нововъзникващата османска държава в империя и бележи основен повратен момент в нейната история.
Причината за османския успех не може да бъде приписана на нито един отделен фактор, а и те варират през целия период, тъй като османците непрекъснато се приспособяват към променящите се обстоятелства.
Ранната част на периода, четиринадесети век, е особено трудна за изучаване поради недостига на източници. От управлението на Осман I не оцелява нито един писмен документ, а много малко оцелява и през следващите години от века. Самите османци започват да записват собствената си история едва през XV век, повече от сто години след като са се случили много от описаните от тях събития. Следователно за историците е голямо предизвикателство да разграничат фактите и митовете при анализа на историите в тези по-късни хроники, дотолкова, че един историк дори обяви това за невъзможно, описвайки най-ранния период на османската история като „черна дупка“.

## Мала Азия преди османците
В началото на тринадесети век Мала Азия е разделена между две сравнително мощни държави: Византийската империя на запад и селджуците от Иконийския султанат в централното плато. Равновесието между тях е нарушено от две събития: монголската инвазия и битката при Кьосе Даг през 1243 г., след която селджуците са подчинени на монголите; и възвръщането на Константинопол от византийската династия Палеологи през 1261 г., което измества вниманието на Византия от анадолската граница. Монголският натиск тласка номадските тюркски племена да мигрират на запад, към вече слабо защитената византийска територия. От 1260-те години нататък Мала Азия все повече започва да се изплъзва от византийския контрол, като тюркски малоазийски бейлици се създават както в предишните византийски земи, така и на територията на разпадащия се селджукски султанат. 
По този начин към края на тринадесети век политическата власт в Западна Мала Азия е изключително фрагментирана между местни владетели, племенни групи, религиозни водачи и военачалници, като византийската и селджукската власт продължават да съществуват, но бързо отслабват.  Раздробяването дава основание на някои историци да сравнят Мала Азия от тринадесети и четиринадесети век с Иберийския полуостров, където съществуват т.нар. таифи, или „дребни князе“, от късносредновековната мюсюлманска Испания.  Силата на тези образувания до голяма степен зависи от способността им да привличат военни сили на своя страна. Тогава Западна Мала Азия е средище на разбойнически нападения, като воините следват онзи военачалник, който изглежда най-способен да им осигури възможности за грабеж и слава. 

## Зараждане на османската династия
Османската династия носи името на първия си владетел Осман I. Според по-късната османска традиция той е произлязъл от тюркско племе, което е мигрирало от Централна Азия след монголските завоевания. Както е видно от монети, сечени по време на неговото управление, бащата на Осман носи името Ертугрул  но отвъд това подробностите „са твърде митологични, за да се приемат за даденост“.  Следователно произходът на османската династия остава неясен, обвит в мит и легенда, а идентичността на племето и предците на Осман не са известни със сигурност. 
По същия начин нищо не се знае за това как Осман е установил своето владение (бейлик), тъй като източниците, нито един от тях от онова време, предават много различни и противоречиви истории. Сигурното е, че в един момент в края на тринадесети век Осман се очертава като водач на малко княжество, съсредоточено около град Сьогют във Витиния.  Княжеството на Осман първоначално се населява от номадски турски групи, които той ръководи в набези срещу византийските територии в региона.  Това население се сплотява не въз основата на кръвни връзки, а на политическата целесъобразност. Така то включва всички желаещи да се присъединят към него, включително и хора с византийски произход.  Османското начинание се ръководи от няколко големи войнски семейства, поне едно от които е от гръцки християнски произход, това на Кьосе Михал.  Независимо от това, ислямът играе роля в османската самоидентичност от самото начало, за което свидетелства земеделска грамота, издадена от сина на Осман Орхан през 1324 г., в която той е описан като „радетел на вярата“.

### Гази в ранната османска история
През 1938 г. австрийският историк Пол Витек публикува влиятелен труд, озаглавен „Възходът на Османската империя“, в която твърди, че ранната османска държава е изградена върху идеологията на ислямската свещена война срещу не мюсюлманите. Тя е известна като газа, а воин, воюващ в нея, се нарича гази Формулировката става известна впоследствие като „Тезата за Газа“ и през по-голямата част от ХХ век кара историците да представят ранните османци като ревностни религиозни воини, посветени на разпространението на исляма. В началото на 1980-те години историците все повече започват да критикуват тази теза Учените днес признават, че термините газа и гази не са имали строго религиозни конотации за ранните османци и често са били използвани в светски смисъл просто за набези.  Освен това ранните османци не са нито ревностни мюсюлмани, нито отказват да си сътрудничат с не мюсюлманите, а няколко от приближените на първите османски владетели са били или не мюсюлмани, или приели исляма.  Идеята за свещена война е съществувала през четиринадесети век, но тя е била само един от много фактори, влияещи върху поведението на османците. Едва по-късно, през XV век, османските хроникьори със задна дата започват да представят ранните османци като ревностни ислямски воини, за да осигурят благороден произход на династия Осман, която дотогава вече е изградила междуконтинентална ислямска империя

## Демография
Мала Азия и Балканите са силно засегнати от появата на Черната смърт след 1347 г. Уседналите градски центрове и заселени региони са опустошени, докато номадските групи неса така засегнати. Първите османски нахлувания на Балканите започват малко след това. По този начин обезлюдяването в резултат на чумата почти сигурно играе роля за успеха на ранната османска експанзия на Балканите и допринася за отслабването на Византийската империя и обезлюдяването на Константинопол. 

## Управление
През този ранен период, преди османците да успеят да установят централизирана система на управление в средата на XV в., владетелите имат „далеч по-ограничени правомощия и зависят до голяма степен от коалициите и съюзите“ сключени сред различните политически фигури, включително тюркските племенни водачи и балканските съюзници и васали. 
В началото османският бейлик има племенна организация без сложен административен апарат. С разширяването на контролираната територия владетелите му са изправени пред предизвикателството да администрират все по-голямо население. Османците рано възприемат като образец организацията на селджуците и към 1324 г. успяват да изготвят административни документи на персийски език в селджукски стил. 
Разширението на първоначалните османски територии се води от споменатите военни водачи гази, сред които владетелят първоначално е само пръв между равни. Тези воини се съпротивляват на въвеждането на централизация, която ограничава властта им, но въпреки това османците успяват да овладеят и подчинят тяхната военна мощ.
Ранната османска държава се отличава с ниските данъци, които налага на своите поданици. Това отразява не толкова загриженост за благополучието им, колкото прагматична необходимост от спечелване на лоялността на новозавоюваното население. Тъй като османската държава се централизира през петнадесети век, тази относително лека данъчна тежест се увеличава, което предизвиква критики от писатели, които виждат такава централизация в негативна светлина. 
От особено значение за успеха на османците е способността им да запазят империята непокътната от поколение на поколение. Докато други тюркски групи често разделят своите владения между синовете на починалия владетел, османците последователно поддържат империята обединена под властта на единствен наследник. 

### Държавна централизация
Процесът на централизация е тясно свързан с преселването на мюсюлмански учени от градската и бюрократична турска цивилизация на Иконийския султанат. Особено влиятелна е фамилията Чандарли, от която произлизат няколко велики везира на ранните османци. Известно време след 1376 г. Кара Халил, глава на фамилията Чандарли, насърчава Мурад I да въведе данък в размер на една пета върху робите, взети във война, известен като pençik. Това дава на османските владетели източник на работна сила, от която те могат да съставят нова лична армия, известна като еничари (yeniçeri). Подобни мерки не се приемат добре от газите, на които османците разчитат за военните си завоевания, и създават трайно напрежение в държавата Също по време на управлението на Мурад I е създадена службата на военния съдия (кадъаскер), което показва нарастващо ниво на социална стратификация между нововъзникващата военно-административна класа (аскери) и останалата част от обществото. Мурад I въвежда и практиката да назначава погранични военачалници като удж бейове („Господари на границата“, uc begleri), което показва, че османските владетели вече не са просто primus inter pares, а са на върха на ръководена от тях йерархия. Като признак за открито обявяване на този нов статут Мурад става първият османски владетел, приел титлата султан.
Започвайки към 1430-те, но по-вероятно и по-рано, османците провеждат редовни кадастрални заснемания на територията под тяхно управление, съхранявайки данните в книги, известни като дефтери (tahrir defters). Тези проучвания дават възможност на османската държава да организира разпределянето на правата да събират данъците от земеделците от военната каста на тимариотите – кавалеристи, които събират приходи в замяна на служба в османската армия. Тимариотите произхождат от различни среди. Някои са назначени като награда за военна служба, а други произлизат от доосманската аристокрация и просто продължават да събират приходи от старите си земи, като сега служат и в османската армия. Сред последните мнозина възприемат исляма, но други си остават християни. 
От голямо символично значение за османската централизация е премахването на практиката османският владетел да се изправя при звука на бойната музика, което показва желанието му да участват в газа, малко след завладяването на Константинопол през 1453 г. Мехмед II я прекратява, като показва, че османският владетел вече не е обикновен военачалник, а суверен на империя.  Столицата на империята е преместена от Одрин, символично свързан с граничния военен етос, към Константинопол, град с дълбоко имперски конотации поради дългата си история като столица на Византия. Този момент се разглежда, символично и на практика, като окончателно преминаване на империята от гранично княжество в империя. 

## Военно дело
В началото на XIV век армията на Осман се състои предимно от конници. Те извършват нападения, засади и атаки, които му позволяват да контролира Витиния. В началото тази воненна сила няма капацитета да организира обсади и след като извърши нападението, се оттегля. Първият голям град, покорен от османците чрез обсада, е Бурса, който се предава под заплаха от гладна смърт. Обсадната техника се усъвършенства при Орхан и Мурад I.
Воините в служба на Осман имат разнообразен произход и не всички са силно религиозни. Освен гази има и акънджии (нападатели), привлечени във войската от желание за плячка и забогатяване. Повечето от воините на Осман са мюсюлмани от тюркски племена, но във войската има и византийци, както християни, така и приели исляма.
Османците започват да използват огнестрелни оръжия най-късно през 1380-те. Към 1420-те те редовно използват оръдия при обсадите. Оръдия се използват и при защита на укреплания, а крайбрежните батареи позволяват на османците да противодействат на блокадата, наложена на Дарданелите през 1444 г. от кръстоносците. Към това време вече са в употреба и ръчни огнестрелни оръжия, приети на въоръжение от еничарите..

## Втората половина на 14 век
Христо Матанов обособява три периода в развитието на османската държава от 1354 до 1402 г.:
- трайно стъпване на османските отряди на Галиполи, завоевателна активност на ранната османска аристокрация, основана на номадската традиция – до около 1370 г.
- спечелване на военно преимущество над балканските християнски държави и начало на васална зависимост – между 1370 и 1380 г
- управлението на Баязид – между 1389 и 1402 г.

## Османско междуцарствие
Османското междуцарствие е период на междуособици в държавата, определян от някои изследователи не съвсем коректно и като гражданска война, продължил от битката при Ангора (28 юли 1402 г.) до битката при Чамурли (15 юли 1413 г.).